# Hippoporina caribaea
Hippoporina caribaea är en mossdjursart som beskrevs av Winston 2005. Hippoporina caribaea ingår i släktet Hippoporina och familjen Bitectiporidae.
Artens utbredningsområde är Mexikanska golfen. Inga underarter finns listade i Catalogue of Life.